# Heterosphaeriopsis fulvodisca
Heterosphaeriopsis fulvodisca — вид грибів, що належить до монотипового роду  Heterosphaeriopsis.